# آنتونی هاروی
آنتونی هاروی (انگلیسی: Anthony Harvey؛ زادهٔ ۳ ژوئن ۱۹۳۱) کارگردان و تدوین‌گر اهل بریتانیا است. وی بین سال‌های ۱۹۵۰ تا ۱۹۹۴ میلادی فعالیت می‌کرد.

## فیلم‌شناسی

### کارگردان
- شیر در زمستان (۱۹۶۸)
- بال عقاب (۱۹۷۹)

### تدوین‌گر
- سکوت خشمناک (۱۹۶۰)
- اتاق ال شکل (۱۹۶۲)
- لولیتا (۱۹۶۲)
- دکتر استرنجلاو (۱۹۶۴)